# 斜羽耳蕨
斜羽耳蕨（学名：Polystichum obliquum）为鳞毛蕨科耳蕨属下的一个种。

## 扩展阅读
- 維基物種上的相關：斜羽耳蕨